# (13576) Gotoyoshi
(13576) Gotoyoshi est un astéroïde de la ceinture principale.

## Description
(13576) Gotoyoshi est un astéroïde de la ceinture principale. Il fut découvert le 16 avril 1993 à Kitami par Kin Endate et Kazuro Watanabe. Il présente une orbite caractérisée par un demi-grand axe de 2,37 UA, une excentricité de 0,18 et une inclinaison de 3,0° par rapport à l'écliptique.

## Compléments